# Neas Energy
Centrica Energy Trading (tidligere Neas Energy) er et energihandelsselskab med hovedsæde i Aalborg og kontorer i Hamborg, Düsseldorf, London og Singapore. Virksomhedens forretningsmodel er centreret omkring handel med elektricitet og gas samt services inden for forvaltning, balancering og optimering af fysiske energiproduktion, lager, transport og forbrug. 
Virksomheden driver udelukkende forretning med professionelle aktører, og har aktiviteter på alle større el- og gasmarkeder i Europa. Neas Energy blev i 2016 købt af den britiske energikoncern Centrica. Neas Energy havde i regnskabsåret 2014 en omsætning på 20 mia. kr. og et nettoresultat på 158 mio. kr. Det gennemsnitlige antal medarbejdere var 243.